# Cattedrale di Braga
La cattedrale di Braga (Portoghese: Sé Catedral de Braga) è uno dei monumenti più importanti della città e una delle costruzioni più importanti del Portogallo. Il vescovo Pedro I aveva iniziato a costruire una cattedrale, consacrata in 1089, ma solo le cappelle orientali furono finite.

## Storia e descrizione
La costruzione della cattedrale è stata ripresa nel dodicesimo secolo ed è durata fino alla metà del tredicesimo secolo, ma i particolari sono ignoti. L'opera originale del dodicesimo secolo è stata costruita nello stesso stile romanico-borgognone della chiesa del monastero di Cluny. La cattedrale di Braga influenzò molti dei successivi monasteri e chiese nel Portogallo in quel periodo. Più tardi nel tempo, la cattedrale venne notevolmente modificata, di modo che è divenuta una miscela di stile, romanico, gotico, manuelino e barocco. Particolarmente importanti furono l'aggiunta di nuove cappelle e dei portici dell'entrata, tutti in stile gotico; la nuova cappella principale in stile manuelino, e le varie aggiunte realizzate nel periodo barocco quali le torrette, delle cappelle e una buona parte della decorazione all'interno della chiesa. Dal 1552 la cattedrale conserva le reliquie di san Pietro di Rates.

Cattedrale di Braga - Sé de Braga
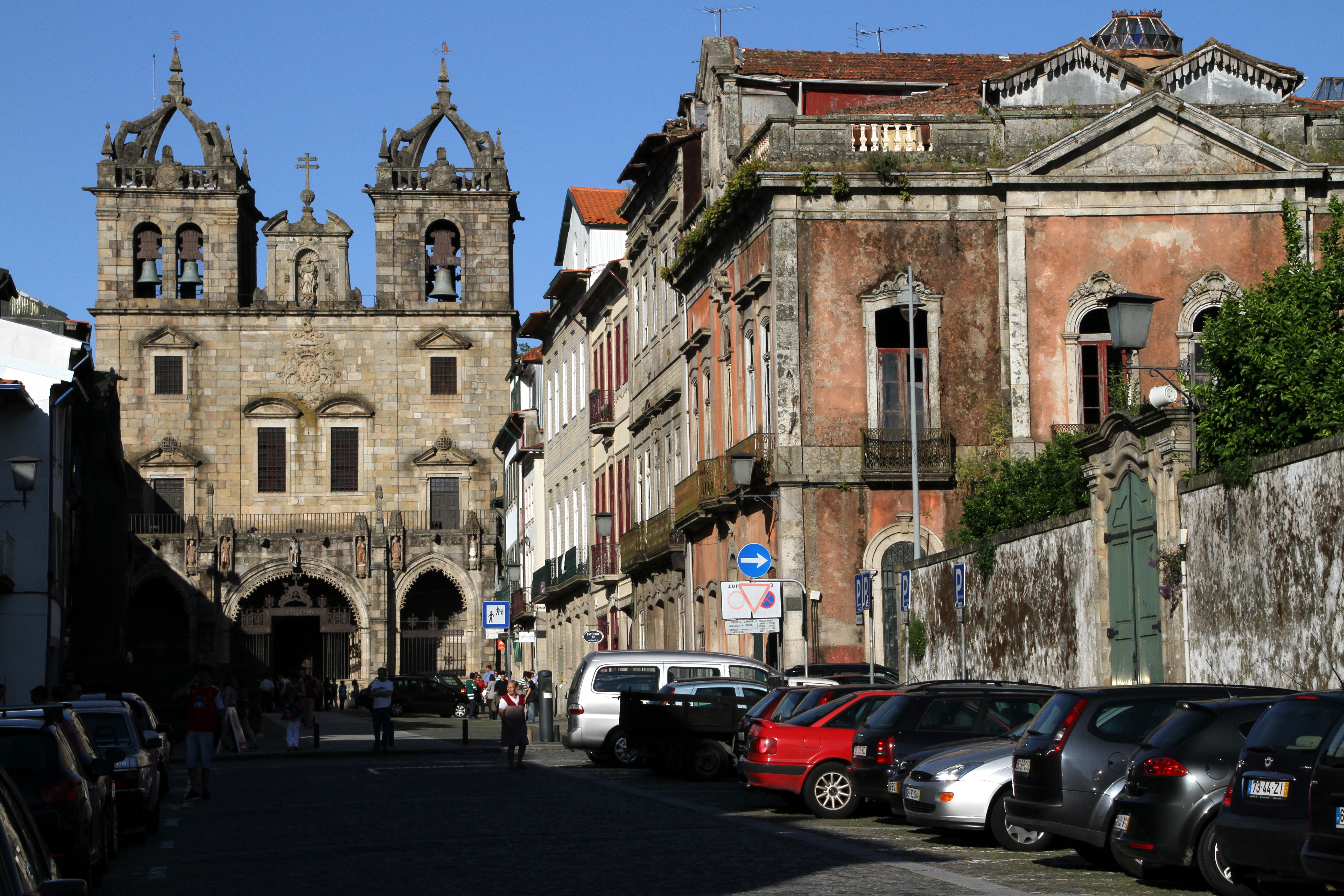
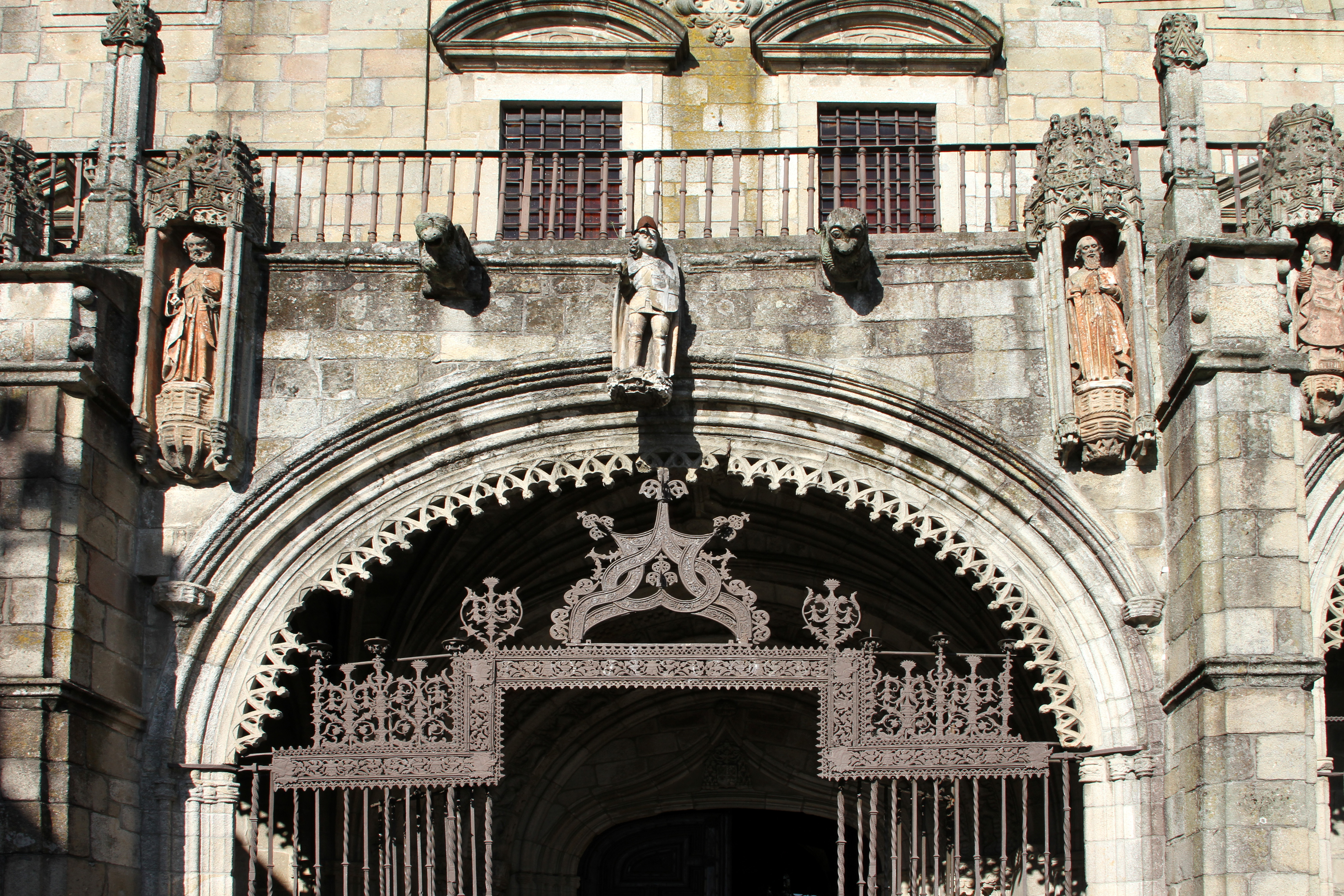
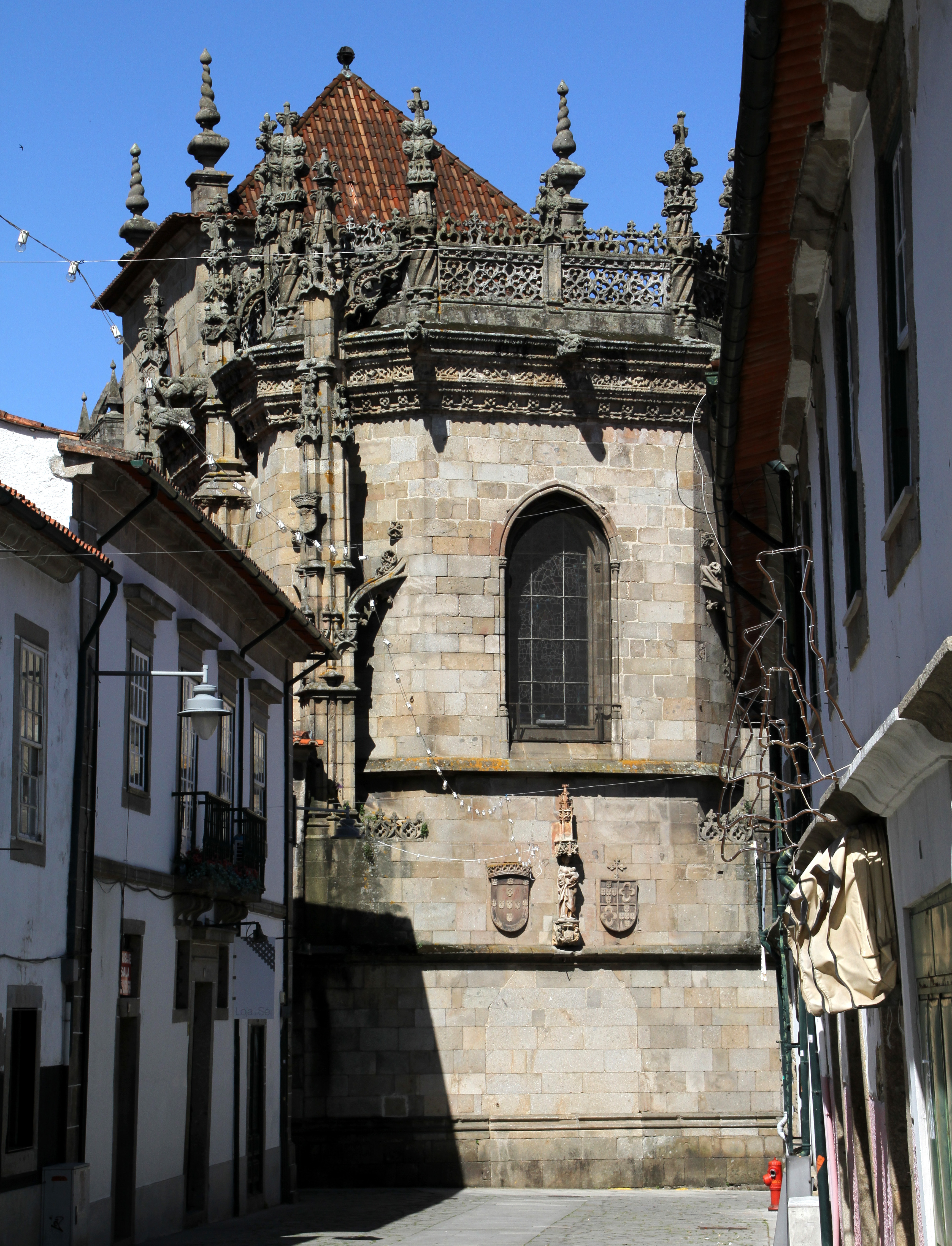
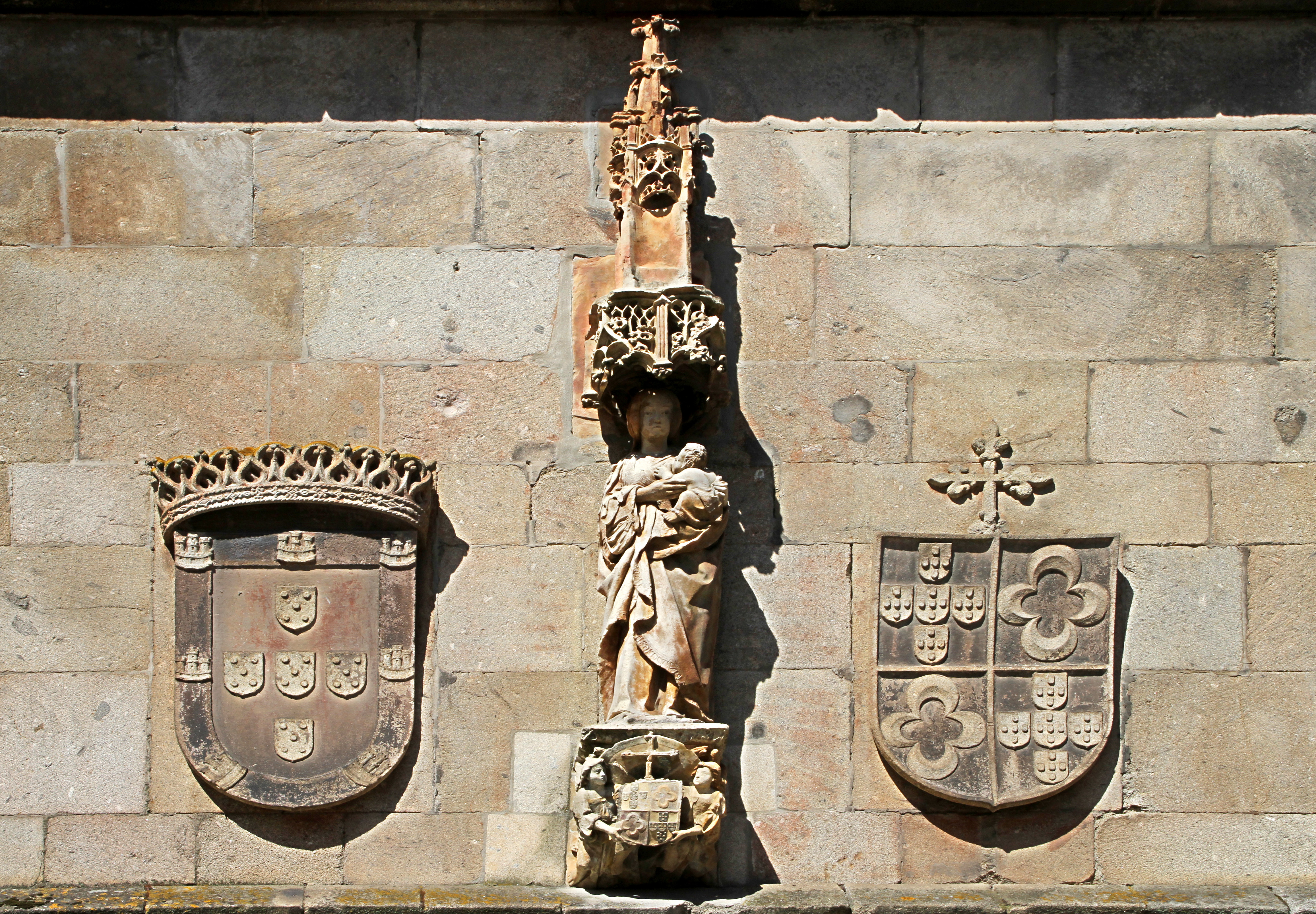
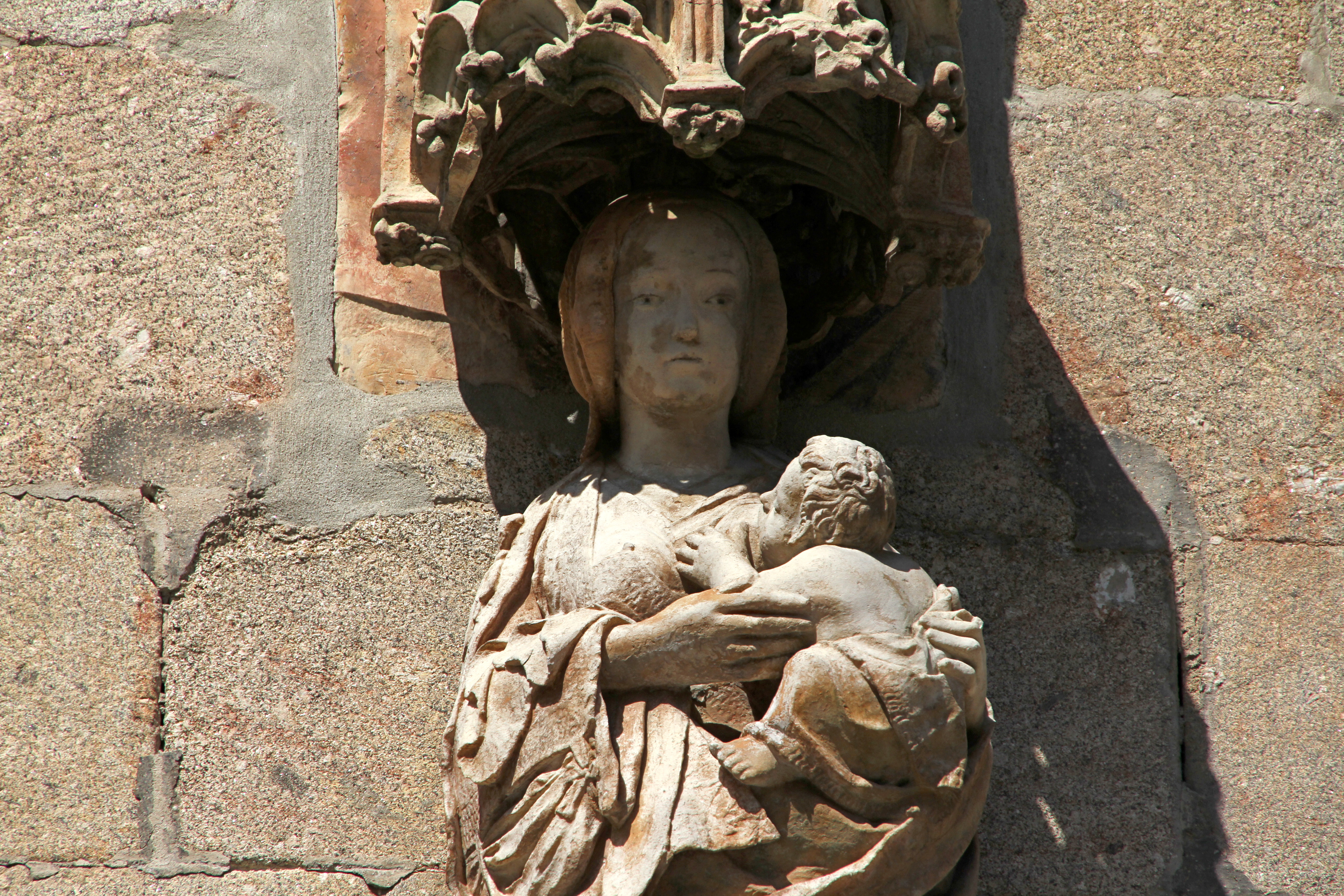